# Список синглов № 1 в Канаде 2007 года (Billboard)
Canadian Hot 100 — канадский хит-парад музыкальных синглов, еженедельно издаваемый журналом Billboard с 2007 года. Хит-парад является аналогией американского чарта Billboard Hot 100; позиции чарта, так же, как в американском прототипе, основаны на основе обработки данных о физических продажах, ротации на радио и интернет-закачках, получаемых при помощи системы сбора и анализа данных Nielsen SoundScan. Данные о ротации музыкальных синглов на радио собираются с более 100 радиостанций Канады, вещающих в жанрах рок, кантри, adult contemporary и современной поп-музыки. Первый выпуск Canadian Hot 100 вышел 2 июня 2007 года на смену предыдущего канадского чарта синглов — Canadian Singles Chart.
Первым синглом, возглавившим Canadian Hot 100, стал "Makes Me Wonder" Maroon 5. В 2007 году девять синглов поднимались на вершину Canadian Hot 100. Дольше всех на первом месте пробыл дуэт Тимбалэнда и группы OneRepublic «Apologize»; он возглавлял чарт последние девять недель 2007 года и первые четыре 2008 года. Песня Рианны «Umbrella», записанная при участии Jay-Z, находилась на вершине пять недель подряд; синглы «Big Girls Don't Cry» певицы Fergie, «The Way I Are» Тимбалэнда, «Hey There Delilah» группы Plain White T's и «Stronger» Канье Уэста пробыли на первом месте по три недели. Тимбалэнд стал единственным исполнителем в 2007 году, чьи два сингла попали на вершину; в общем счёте, в 2007 году он возглавлял Canadian Hot 100 в течение 12 недель.

## Список синглов

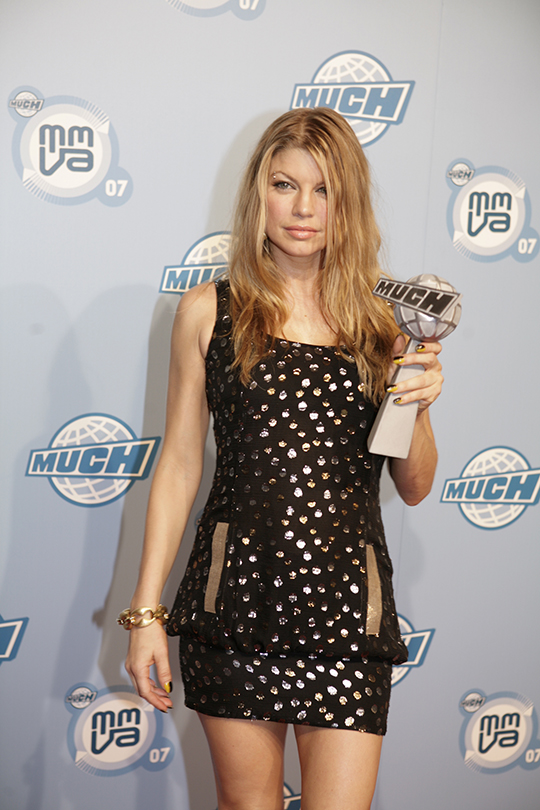
Хит певицы Fergie «Big Girls Don’t Cry» возглавлял канадский чарт в течение трёх недель подряд.

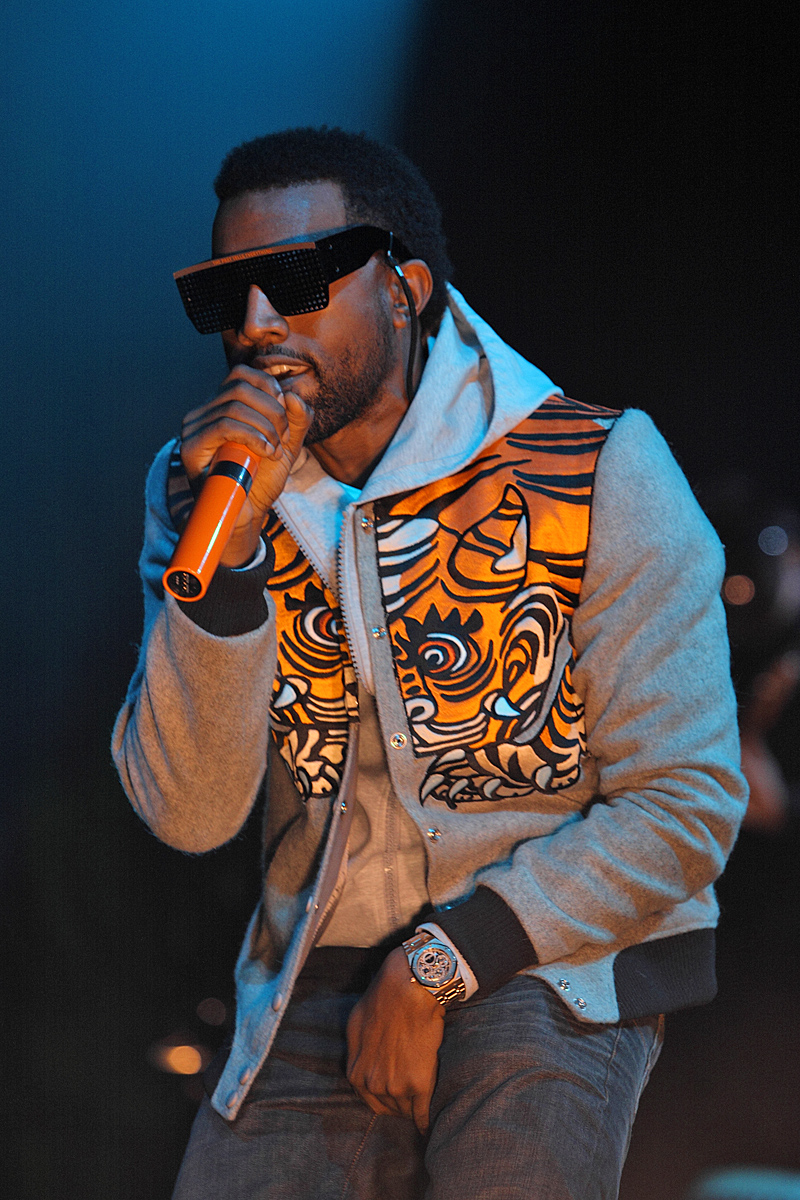
Песня Канье Уэста «Stronger» находилась на первом месте 3 недели и пробыла в чарте в течение 40 недель.

| Дата        | Песня                 | Исполнитель                     | Источник |
| ----------- | --------------------- | ------------------------------- | -------- |
| 2 июня      | «Makes Me Wonder»     | Maroon 5                        | [ 6 ]    |
| 9 июня      | «Umbrella»            | Рианна при участии Jay-Z        | [ 7 ]    |
| 16 июня     | «Umbrella»            | Рианна при участии Jay-Z        | [ 8 ]    |
| 23 июня     | «Umbrella»            | Рианна при участии Jay-Z        | [ 9 ]    |
| 30 июня     | «Umbrella»            | Рианна при участии Jay-Z        | [ 10 ]   |
| 7 июля      | «Umbrella»            | Рианна при участии Jay-Z        | [ 11 ]   |
| 14 июля     | «Big Girls Don't Cry» | Fergie                          | [ 12 ]   |
| 21 июля     | «Big Girls Don't Cry» | Fergie                          | [ 13 ]   |
| 28 июля     | «Big Girls Don't Cry» | Fergie                          | [ 14 ]   |
| 4 августа   | «Hey There Delilah»   | Plain White T's                 | [ 15 ]   |
| 11 августа  | «Beautiful Girls»     | Шон Кингстон                    | [ 16 ]   |
| 18 августа  | «Beautiful Girls»     | Шон Кингстон                    | [ 17 ]   |
| 25 августа  | «Hey There Delilah»   | Plain White T’s                 | [ 18 ]   |
| 1 сентября  | «Hey There Delilah»   | Plain White T’s                 | [ 19 ]   |
| 8 сентября  | «The Way I Are»       | Timbaland featuring Кери Хилсон | [ 20 ]   |
| 15 сентября | «The Way I Are»       | Timbaland featuring Кери Хилсон | [ 21 ]   |
| 22 сентября | «The Way I Are»       | Timbaland featuring Кери Хилсон | [ 22 ]   |
| 29 сентября | «Stronger»            | Канье Уэст                      | [ 23 ]   |
| 6 октября   | «Stronger»            | Канье Уэст                      | [ 24 ]   |
| 13 октября  | «Gimme More»          | Бритни Спирс                    | [ 25 ]   |
| 20 октября  | «Gimme More»          | Бритни Спирс                    | [ 26 ]   |
| 27 октября  | «Stronger»            | Канье Уэст                      | [ 27 ]   |
| 3 ноября    | «Apologize»           | Timbaland и OneRepublic         | [ 28 ]   |
| 10 ноября   | «Apologize»           | Timbaland и OneRepublic         | [ 29 ]   |
| 17 ноября   | «Apologize»           | Timbaland и OneRepublic         | [ 30 ]   |
| 24 ноября   | «Apologize»           | Timbaland и OneRepublic         | [ 31 ]   |
| 1 декабря   | «Apologize»           | Timbaland и OneRepublic         | [ 32 ]   |
| 8 декабря   | «Apologize»           | Timbaland и OneRepublic         | [ 33 ]   |
| 15 декабря  | «Apologize»           | Timbaland и OneRepublic         | [ 34 ]   |
| 22 декабря  | «Apologize»           | Timbaland и OneRepublic         | [ 35 ]   |
| 29 декабря  | «Apologize»           | Timbaland и OneRepublic         | [ 36 ]   |